# Martinaire
Martinaire Aviation ist eine amerikanische Frachtfluggesellschaft mit Hauptsitz am Addison Airport in Addison, Texas, die 1978 gegründet wurde. Die Fluggesellschaft bietet Frachtflüge, Charter- und Wartungsdienste an, sowie Ersatzteilverkauf für Cessna-Flugzeuge. Das Hauptgeschäft besteht aus Zubringerflügen für DHL und UPS.

## Geschichte
Das Unternehmen begann 1978 mit Kurierdiensten und expandierte mit der Übernahme von CCAir Cargo im Januar 1990. Im April 2004 schloss es sich mit Mid-Atlantic Freight zu Martinaire Partners LP zusammen. Im Oktober 2005 trat Union Flights der Partnerschaft bei. Im Oktober 2006 wurde Superior Aviation in Lansing übernommen.
Am 28. Juli 2022 übernahm Xwing, der Entwickler von autonomer Flugsysteme Martinaire (Xwing hatte vor kurzen auch eine Frachtfluggesellschaft aus Seattle AirPac Airlines übernommen).

## Flugziele
Martinaire führt Linienverkehr zu mehr als 40 US-Städten durch.

## Flotte
Die Flotte der Martinaire besteht mit Stand vom Juli 2022 aus 29 Flugzeugen.
| Flugzeugtyp                    | aktiv | bestellt | Anmerkungen | Sitzplätze |
| ------------------------------ | ----- | -------- | ----------- | ---------- |
| Cessna 208B Super Cargomasters | 29    |          |             | Fracht     |
| Gesamt                         | 29    |          |             |            |

## Ehemalige Flugzeugtypen
Martinaire betrieb früher folgende Flugzeugtypen:
- Beechcraft Model 99
- Beechcraft 1900D
- Cessna 208 Caravan
- Dornier Do-228
- Fairchild Metroliner

## Zwischenfälle
- 15. Januar 2012: Eine Cessna 208B Cargomaster (N1120N) stürzte kurz nach dem Start vom Pellston Regional Airport in Emmet County (Michigan). Michigan, in einem Waldgebiet ab. Der Pilot wurde dabei getötet.
Flugunfalldaten und -bericht Cessna 208B Super Cargomaster  im Aviation Safety Network (englisch), abgerufen am 10. August 2022.
- 9. Dezember 2019: Eine Cessna 208B Super Cargomaster (N4602B) stürzte auf dem Martinaire Flug 679 zum George Bush Intercontinental Airport in Houston in der Nähe des Abflugsortes Victoria Regional Airport, Victoria, Texas, ab. Das Flugzeug führte nach dem Start mehrere Kursänderungen durch. Es wechselte zwischen Rechts- und Linkskurven mit jeweils mehr als 90 Grad Kursänderung. Der Pilot beantwortete die Anfragen der Luftraumüberwachung mit Instrumentenproblemen. Das Flugzeug prallte in einer nahezu senkrechten Lage auf Boden, wobei die Propellernabe etwa 5 Fuß tief in  den Lehmboden eingegraben war, der Pilot wurde getötet. Das Flugzeug war stark fragmentiert. Reste des Kraftstofftanks und der Motorschläuche befanden sich 225 Fuß (etwa 70 m) vom Hauptwrack entfernt.
Flugunfalldaten und -bericht Cessna 208B Super Cargomaster  im Aviation Safety Network (englisch), abgerufen am 10. August 2022.
- 21. Dezember 2021: Eine Cessna 208B Super Cargomaster (N1116N) kollidierte während des Fluges in der Nähe von Fulshear, Texas, USA, mit einem motorgetriebenen Paragleiter und stürzte ab. Die Person, die den angetriebenen Gleitschirm flog, und der Motor des Gleitschirms wurden etwa 0,7 Meilen (etwa einen Kilometer) ostnordöstlich des Hauptwracks der Cessna 208B gefunden. Der Pilot der Cessna 208B und der Pilot des Motorgleiters wurden tödlich verletzt.[8]
Flugunfalldaten und -bericht Cessna 208B Super Cargomaster  im Aviation Safety Network (englisch), abgerufen am 10. August 2022.